# Lipova (Vrnjačka Banja)
Lipova (szerbül: Липова), település Szerbiában, a Raškai körzet Vrnjačka Banja-i községében.

## Népesség
- 1948-ban 553 lakosa volt.
- 1953-ban 592 lakosa volt.
- 1961-ben 583 lakosa volt.
- 1971-ben 640 lakosa volt.
- 1981-ben 762 lakosa volt.
- 1991-ben 954 lakosa volt.
- 2002-ben 955 lakosa volt, akik közül 911 szerb (95,39%), 5 montenegrói, 3 jugoszláv, 2 bolgár, 2 macedón, 1 magyar (0,1%), 1 orosz, 1 szlovén és 28 ismeretlen.